# Primera Iglesia Bautista (Selma)
La Primera Iglesia Bautista es una iglesia histórica ubicada en el 709 de la calle Martin Luther King, Jr. en Selma, Alabama, Estados Unidos. 

## Historia
El edificio fue ocupado por una iglesia bautista históricamente afroestadounidense y construida en estilo neogótico en 1894. Es conocida por su asociación con el Movimiento de Derechos Civiles. Fue agregado al Registro Nacional de Lugares Históricos en 1979.
Del Inventario del Registro Nacional de Lugares Históricos en su formulario de nominación:

En 1963, bajo el liderazgo del Reverendo M. C. Cleveland, la iglesia se convirtió en la primera en la ciudad en abrir sus puertas para las actividades y reuniones de la Liga de Votantes del Condado de Dallas. Durante los siguientes dos años, la iglesia fue un punto focal de la reunión masiva y las sesiones de enseñanza no violenta patrocinadas por el Comité Coordinador de Estudiantes No Violentos, y a fines de 1964, se llevaron a cabo reuniones en la iglesia para planificar los mítines y manifestaciones masivas de los primeros años. 
En 1965 culminó con la marcha de Selma a Montgomery. Durante los primeros meses de 1965, Martin Luther King, Jr., Ralph Abernathy y otros líderes de la Conferencia de Liderazgo Cristiano del Sur, con sede en Brown's Chapel a media cuadra de distancia, hablaban todas las noches a los jóvenes reunidos en la Primera Iglesia Bautista. Después de la marcha, la iglesia continuó siendo la sede del Comité Coordinador de Estudiantes No Violentos y continuó sirviendo como centro de distribución de alimentos y ropa para aquellas personas que sufrieron la pérdida de sus empleos.